# Potelle
 Potelle là một xã ở trong tỉnh Nord ở miền bắc nước Pháp. Xã này có diện tích 4,04 kilômét vuông, dân số năm 1999 là 350 người. Xã nằm ở khu vực có độ cao trung bình 104 mét trên mực nước biển.
Cự ly 2 km (1,2 mi) về phía đông Le Quesnoy và 15 km (9,3 mi) về phía đông nam Valenciennes.